# 결항과 지연

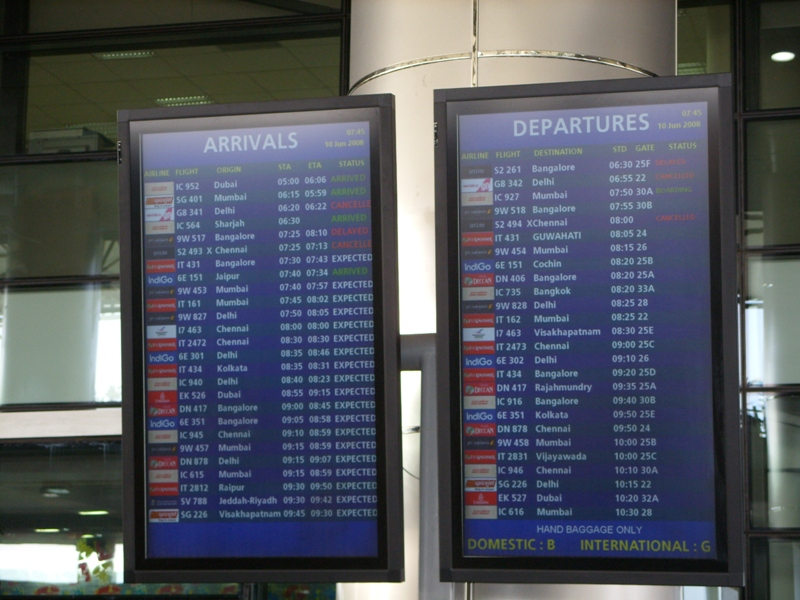
라지브 간디 국제공항의 발착편 정보 시스템. 빨간색으로 적혀있는 것이 지연 또는 결항편이다.

## 개요
결항은 해당 편성의 운항계획이 전면 취소되어 운항하지 않음을 의미한다. 공항/항만 사정에 따라 해당 공항/항만에서 운항되는 모든 편성이 취소될 수도 있다. 철도에서는 이를 결항 대신 운행 중단이라고 칭하며 현상 및 결과는 항공기, 선박의 그것과 동일하다.
지연은 출발 내지 도착이 예정보다 늦어지고 있는 선박이나 항공편, 철도를 의미한다. 항공기의 경우 연방항공국 (FAA)은 15분 이상 지연되면 지연으로 정의하고 있다. 철도는 1분만으로도 지연으로 취급된다. 선박은 딱히 시간 규정은 없으나 정해진 시간 내에 들어오지 못하면 지연으로 간주한다.

## 원인

### 항공기와 선박
가장 큰 원인은 기상이며, 천재지변, 소요사태, 전쟁, 승객의 행위, 사고, 고장 등이 작용한다. 항공기의 경우, 일반적으로 평균풍속 25노트, 순간최대 35노트를 기록할 경우 결항된다. 단 일부 기종은 약간 높은 풍속에서도 정면으로 기체를 돌리면 설계상으로나마 시동이 허용되어 있기도 하다.

### 철도
여객열차에게 작용하는 최대 원인은 승객의 행위이며, 그 외 고장이나 사고, 열차의 운행우선순위, 천재지변, 소요사태, 전쟁, 기상, 고장에 의해서도 지연이나 중단이 벌어진다. 화물열차 역시 승객의 행위를 제외한 전부가 작용하며 최대 지연 원인은 운행 우선순위나 고장에 따른 실속(Stall)이다. 특히 최우선순위인 대통령 등 국가수반 전용열차가 곧 통과 예정일 때 전 열차의 운행을 일시중단하도록 되어있는 점으로 인해 열차가 역에 수십분간 정차하거나, 각급 여객열차가 화물보다 우선순위가 높음에 따라 대피선이나 역에서 여객열차를 먼저 보내주고 출발하도록 하는 규정때문에 화물열차가 수십분씩 지연되는 것은 매우 흔한 현상이다. 화물 전용선을 사용하는 경우 이러한 현상이 거의 없어 지연이나 중단으로부터 상대적으로 자유롭다.

## 각 주체의 대응
지연 및 결항이 발생되었을 경우, 탑승 예정 고객에게 해당 회사에서 보상을 받게되는 경우가 있다. 또한, 항공기 지연의 경우 FAA는 본래의 출발 순서가 빠른 순서대로 지연 편에 발착 범위를 할당한다.
또한 운행 담당자는 지연시간을 만회하기 위하여 해당 구간 제한속도 최대치(철도)나 당장의 기상상황에서 가능한 최고속도(선박, 항공)를 내어 운행한다.
고장에 의한 경우 해당 선박, 기체, 열차의 응급수리를 실시하며, 사고나 천재지변이 원인인 경우 철도에 한하여 소유주인 철도회사가 선로와 역사의 응급복구를 실시한다. 항만과 공항등 비행장의 경우 운영 주체인 항만공사, 공항공사나 군, 비행장 운영업체가 응급복구를 실시한다.

## 예방법
천재지변이나 소요사태, 전쟁, 기상악화 등의 경우엔 예방이 불가하거나 어렵다.
다만 여객의 경우, 승객의 안전과 질서가 유지되면 중단, 결항, 지연이 감소한다. 따라서, 승객은 반드시 놓친 여객편에 뛰어들려 하지 말고 다음 편성으로 다시 발권하여 탑승하도록 해야 한다.